# Capnoptera
Capnoptera là một chi ruồi trong họ Chloropidae.